# Колпашево
Колпашево (рус. Колпашево) град је у Русији у Томској области. Према попису становништва из 2010. у граду је живело 24124 становника.

## Становништво
| 1939.  | 1959.  | 1970.  | 1979.  | 1989.  | 2002.  | 2010.  |
| ------ | ------ | ------ | ------ | ------ | ------ | ------ |
| 15.182 | 22.595 | 24.911 | 28.581 | 31.319 | 28.441 | 24.124 |